# Andris Bērziņš
Andris Bērziņš (pronunție letonă: /ˈan.dris ˈbɛːr.ziɲʃ/; n. 10 decembrie 1944, Nītaure⁠(d), Republica Sovietică Socialistă Letonă, URSS) este un om politic și om de afaceri leton, președintele Republicii Letonia între 2011 și 2015, de profesie inginer și economist.
Cunoscut ca președinte de bancă, el a fost ales deputat la alegerile parlamentare din 2010 pe lista Uniunii verzilor și țăranilor ZZS, apoi la 9 iulie 2011 președinte al Letoniei, învingându-l pe președintele în funcție Valdis Zatlers, care candida pentru un al doilea mandat prezidențial.

## Biografie

### Copilăria si studiile
Bērziņš s-a născut în 1944 la Nitaure, în districtul Amata, din provincia istorică Vidzeme, în Republica Socialistă Sovietică Letonă. 
Tatăl său, Valdemars Bērziņš, era muncitor, iar mama sa Lilia, născută Demroze, era casnică. Familia sa era cât pe ce a fi deportată de regimul sovietic, în Asia Centrală 
După studii liceale terminate în 1962 la Sigulda, Bērziņš a intrat la Universitatea tehnică din Riga , specializându-se în radiofonie și a obținut diploma de inginer în anul 1971. Apoi s-a înscris la facultatea de economie a Universității Letoniei și a terminat cu succes studii de științe economice, cu specializarea în planificare industrială.

### Activitatea în anii regimului sovietic
În 1970 și-a început cariera ca inginer, și apoi administrator la societatea de producție Elektrons, până în 1988. În timpul regimului comunist sovietic Bērziņš a intrat în partidul comunist, unic în acea vreme, și a îndeplinit un timp funcția de ministru adjunct pentru servicii municipale.
Apoi a fost președintele consiliului popular al raionului Valmieras. În 1990 a fost ales în Consiliul Suprem al Letoniei, parlament de tranziție înainte de obținerea independenței și a fost deputat din partea Frontului popular al Letoniei. La 4 mai a votat pentru independența țării.

### În anii de independență
După o scurtă activitate parlamentară, în 1993 a devenit președintele fondului de privatizare al Băncii Letoniei și al băncii Latvijas Unibanka. A rămas la conducerea acesteia din urmă până în anul 2004, în anii 2006-2010 deținând funcția de președinte al Camerei de comerț și industrie. Un număr de ani, până în 2009, a fost și președintele întreprinderii publice de energie Latvenergo. A îndeplinit și funcția de consilier pe lângă mai multe alte companii. Se consideră că Bērziņš a devenit unul din oamenii cei mai înstăriți din Letonia.
După ce  nu a reușit în anul 2005 sa fie ales în consiliul municipal al capitalei Riga din partea listei Uniunii verzilor și țăranilor, a fost reales în parlament în anul 2010. În continuare a fost președintele comisiei parlamentare pentru politică economică, agricolă, ecologică și regională.

### Viața personală
Andris Bērziņš s-a căsătorit de două ori. A doua căsătorie, cu Dace Seisuma, a fost oficiată câteva zile înainte de instalarea sa ca președinte al Letoniei.El are cinci copii.
Un unchi al său a fost deportat de puterea sovietică și a murit în 1943 în Tadjikistanul sovietic.
Bērziņš vorbește fluent limbile rusă și engleză. I-a încurajat pe letoni sa învețe rusa, alături de engleză.